# Кучер Михайло Михайлович
Миха́йло Миха́йлович Ку́чер (нар. 18 березня 1955, с. Жнибороди, Україна) — український лікар, фармацевт. Кандидат фармацевтичних наук (1985). Провізор-аналітик вищої категорії (2002).

## Життєпис
Михайло Михайлович Кучер народився 18 березня 1955 року в Жнибородах Бучацького району Тернопільської області.
Навчався у Жниборідській початковій школі (1962—1966), Берем'янській восьмирічній школі (1966—1970). Закінчив Чортківське медичне училище (1974, нині коледж, отримав диплом з відзнакою), фармацевтичний факультет (1982) та аспірантуру (1985, іменний стипендіат) на кафедрі токсикологічної та аналітичної хімії Львівського медичного інституту (нині національний університет).
У 1974 році працював фельдшером у с. Скоморохах та в 1976—1977 роках завідувачем фельдшерсько-акушерським пунктом у с. Миколаївка (обидва — Бучацького району).
У 1974—1976 роках — служба в армії (Німеччина) в медико-санітарному батальйоні, артилерії.
Від 1985 року у Львівському медичному університеті: асистент (1985—2000), доцент (від 2000), виконувач обов'язків завідувача кафедри
токсикологічної та аналітичної хімії (з грудня 2010 до грудня 2014). Учасник університетського хору.
За сумісництвом — судово-медичний експерт-токсиколог (1998—2005), від 2005 — науковий консультант судово-токсикологічного відділення Львівського обласного бюро судово-медичної експертизи.

## Науковий доробок
У 1985 році захистив кандидатську дисертацію на тему: «Химико-токсикологическое исследование дроперидола». Науковий керівник — доктор фармацевтичних наук, професор Василь Крамаренко.
Наукові інтереси: вивчення та опрацювання методик судово-токсикологічного аналізу отруйних речовин для прижиттєвої і посмертної діагностики отруєнь.
Автор і співавтор понад 100 наукових праць, серед яких:
підручник
- Токсикологічна хімія: Підручник для мед. (фарм.) ВНЗ IV р. а. Затверджено МОН, Рекомендовано МОЗ / Ніженковська І. В., Вельчинська О. В., Кучер М. М. — К., 2012. — 372 с.

посібники
- «Загальна характеристика токсичних речовин, діагностика і лікування за гострих отруєнь» рекомендовано МОН України № 1/11-1335 від 1.02.2012 р., 396 с. / О. І. Панасенко, А. Г. Каплаушенко, Б. А. Самура, М. М. Кучер та ін.
- «Токсикологічна хімія. Методичні вказівки до лабораторних занять та контрольних завдань» затвердженої МОЗ / Галькевич І. Й., Кучер М. М., Туркевич О. Д. — Львів, 2006. — 128 с.

монографія
- Кучер М. М., Галькевич І. Й. Газорідинна хроматографія в аналізі ліків та отрут. Теоретичні основи методу. Т. 1. — Львів: ЛНМУ, 2011. — 264 с.

## Громадська діяльність
- 22 травня 1979 — учасник похоронної процесії Володимира Івасюка.
- 7 липня 1988 — учасник мітингу біля Львівського університету ім. Івана Франка, приуроченому створенню Української Гельсінської спілки.
- у березні 1989 став одним з перших членів новоствореного (12 лютого) Товариства української мови імені Тараса Шевченка (ТУМ) у Львівському медичному інституті.
- 12 березня 1989 — учасник мітингу у Львові, де вперше масово замайоріли синьо-жовті знамена.
- квітень 1989 — учасник новозаснованого хору при Львівському медичному інституті.
- 21 січня 1990 — учасник живого ланцюга єднання України на трасі Львів-Тернопіль.
- 2 жовтня 1990 — учасник акції голодування на підтримку українських студентів під час «студентської революції на граніті».
- 25 листопада — 5 грудня 2004 — учасник Помаранчевої революції на київському Майдані.
- грудень 2013 — лютий 2014 — учасник Євромайданів у Львові та Києві.